# Al di là della vita (film 1999)
Al di là della vita (Bringing Out the Dead) è un film del 1999 diretto da Martin Scorsese e sceneggiato da Paul Schrader, con Nicolas Cage e Patricia Arquette, liberamente tratto dal romanzo Bringing Out the Dead di Joe Connelly.

## Trama
A Manhattan, il paramedico Frank Pierce soffre di depressione, insonnia e burnout professionale, non avendo salvato alcun paziente per mesi dopo aver sbagliato la rianimazione di Rose, un'adolescente senzatetto. Una notte, Frank e il suo collega Larry rispondono a una chiamata della famiglia del signor Burke, che ha avuto un arresto cardiaco. Lì, Frank fa amicizia con Mary, la figlia sconvolta di Burke, un'ex tossica, e scopre che Mary era amica di Noel, un tossicodipendente e delinquente che viene spesso mandato in ospedale.
Dopo alcune chiamate minori, Frank e Larry intervengono all'indomani di una sparatoria, dove Frank nota due fiale di eroina "Morte Rossa" uscire dalla manica di una vittima sopravvissuta. Mentre si trovano sul retro dell'ambulanza con Frank e Noel, la vittima tenta di pentirsi per il suo modo di spacciare, ma muore prima che possano raggiungere l'ospedale.
Il giorno dopo, Frank è in coppia con Marcus, un uomo eccentrico e religioso, e i due intervengono su un uomo segnalato in arresto cardiaco in un locale. Quando arrivano, Frank diagnostica che l'uomo è in realtà affetto da un'overdose causata dalla Morte Rossa. Mentre Frank inietta il Narcan all'uomo, Marcus inizia un cerchio di preghiera con gli sconcertati frequentatori del locale e, proprio mentre la sua predicazione raggiunge il culmine, l'uomo in overdose riprende conoscenza.
Sulla via del ritorno in ospedale, Frank visita l'appartamento di Mary per dirle che le condizioni del padre stanno migliorando. Frank e Marcus rispondono poi alla chiamata di un giovane la cui fidanzata sta per partorire due gemelli. Frank e Marcus portano di corsa i due neonati e la madre all'ospedale, dove Marcus porta la madre e il gemello sano nel reparto maternità, mentre Frank cerca di rianimare l'altro gemello insieme al personale dell'ospedale. L'ospedale non riesce a rianimare il gemello più piccolo e un Frank costernato inizia a bere prima che Marcus lo raggiunga e faccia schiantare l'ambulanza contro un'auto parcheggiata.
Il mattino seguente, Frank vede Mary uscire dall'ospedale e la segue in un condominio; Mary dice a Frank che è in visita a un'amica e lui la accompagna nella stanza. Dopo aver atteso un po', Frank irrompe e scopre che si tratta di una piazza di spaccio gestita da uno spacciatore di nome Cy Coates. Mary ammette di essere tornata alla droga per far fronte alle condizioni del padre e, mentre Frank cerca di convincerla ad andarsene, Cy gli offre delle pillole.
In un momento di disperazione, Frank assume la droga e inizia ad avere allucinazioni, vedendo altri fantasmi dei suoi pazienti. Una volta sobrio, afferra Mary e la porta fuori dall'edificio. Mentre visita Burke in coma all'ospedale, Frank inizia a sentire la voce di Burke nella sua testa, che gli dice di lasciarlo morire, ma lui rianima Burke.
Al terzo turno, Frank viene messo in coppia con Tom Wolls, un uomo entusiasta con tendenze violente. I due vengono chiamati nel covo di droga di Cy, dove è avvenuta una sparatoria, e trovano Cy impalato su una ringhiera. Frank si aggrappa a Cy mentre i servizi di emergenza tagliano la ringhiera, ma entrambi vengono quasi scaraventati giù dal bordo prima di essere tirati su. Cy ringrazia Frank per avergli salvato la vita e diventa il primo paziente salvato da Frank in mesi.
In seguito, Frank accetta di aiutare Tom a picchiare Noel e a inseguirlo. Frank ricomincia ad avere le allucinazioni, ma se ne libera proprio quando si imbatte in Tom che picchia Noel con una mazza da baseball. Frank salva Noel. Quando Frank torna a far visita a Burke, la voce implora ancora una volta la morte e Frank rimuove il respiratore di Burke, provocandogli un arresto cardiaco fatale. Frank si reca quindi a casa di Mary per informarla della sua morte. Allucina per l'ultima volta il fantasma di Rose, ottenendo il suo perdono. Mary accetta la morte del padre. Frank viene invitato a entrare e si addormenta al fianco di Mary.

## Produzione
Il film è parte di un trio di pellicole della fine degli anni novanta nelle quali recitò Nicolas Cage che erano coproduzioni della Paramount Pictures e Touchstone Pictures, insieme a Face/Off (1997)  di John Woo, con John Travolta e Omicidio in diretta (1998) di Brian De Palma, con Gary Sinise. Lo sceneggiatore Paul Schrader rimosse intenzionalmente molti riferimenti religiosi presenti nel romanzo originale per differenziare il tono del racconto dalle sue precedenti collaborazioni con Martin Scorsese. La canzone sui titoli di testa è T.B. Sheets un lento blues che parla di una ragazzina morta in un letto d'ospedale. Il brano fu scritto da Van Morrison ed incluso nel suo album Blowin' Your Mind! del 1967. Originariamente la canzone avrebbe dovuto essere inclusa nella colonna sonora di Taxi Driver.

## Edizione italiana
La direzione del doppiaggio e i dialoghi italiani sono stati curati da Francesco Vairano per conto della C.V.D.

## Riconoscimenti
- Courmayeur Noir in festival 1999: Premio del pubblico
- Nastri d'argento 2000: migliore scenografia